# Mambo
Mambo es un ritmo musical y danza oriundo de Cuba. La palabra “mambo” es un afronegrismo, de manera similar a otros términos musicales afroamericanos como conga, milonga, bomba, tumba, samba, bamba, bambulá, tambor, tango, cumbé, cumbia y candombe, que denotan un origen africano, y particularmente congolés, debido a la presencia de ciertas combinaciones características sonoras, tales como “mb”, “ng” y “nd”, que pertenecen al complejo lingüístico Níger-Congo. En moderno suajili, la palabra “mambo” corresponde a las palabras españolas “cosas” u “objetos”. El Diccionario Oxford En-Línea dice que “Mambo” es la palabra en lengua criolla haitiana para denominar a una “sacerdotisa de Vudú”.

## Historia
Las raíces originales del Mambo pueden ser encontradas en el “Danzón de Nuevo Ritmo”,fue popularizado por la orquesta “Arcaño y sus Maravillas” dirigida por el famoso flautista Antonio Arcaño. 
El mambo fue creado a finales de los años 1930 por los hermanos Israel Cachao y Orestes López, cuando formaban parte de la orquesta de Arcaño y sus Maravillas, acelerando el danzón e introduciendo una sincopa en la percusión.
Antonio Arcaño fue el primero en denominar a una sección del Danzón cubano como “Mambo”. A finales de los años 30, José Urfé incluyó un Montuno (típica sección conclusiva improvisada del Son cubano) al final de El Bombín de Barreto. Esta era una sección pegadiza que consistía en la repetición de una frase, donde se introducían ciertos elementos del Son dentro del Danzón. A finales de los años treinta, algunos miembros del grupo de Arcaño ya decían “vamos a mambear” cuando se referían al Montuno o improvisación final dentro del Danzón. Fue el chelista de Arcaño, Orestes López, el que creó el primer Danzón llamado "Mambo" en 1938. En esa pieza se combinaban algunos motivos sincopados, tomados del estilo del Son, con improvisaciones de la flauta.
Antonio Arcaño describió el “Mambo” de la siguiente manera: 
“El mambo es un tipo de Montuno sincopado que posee la sabrosura rítmica del cubano, su informalidad y su elocuencia. El pianista ataca en el mambo, la flauta lo oye y se inspira, el violín ejecuta un ritmo acordes de dobles cuerdas, el bajo le adapta el “tumbao”, el timbalero repica con el cencerro, el güiro rasquea y hace el sonar de las maracas, la indispensable tumba corrobora el tumbao del bajo y fortalece el timbal.”
Como baile, resultó una novedad desde sus mismos orígenes, porque los bailadores se soltaban para improvisar, aunque manteniendo el juego de pareja. A lo largo de la década de los años cincuenta, fue el primer baile de salón en que las parejas se soltaban y la dinámica de sus pasos tuvo un impacto importante en los salones de baile de Estados Unidos y México. Muchos de esos pasos se le deben en gran medida al coreógrafo cubano Rodney (Roderico Neyra), famoso por sus espectáculos en Tropicana.

## El Mambo en México
Dámaso Pérez Prado (1917-1989), pianista y arreglista matancero, se traslada a La Habana a principios de los años cuarenta y comienza a trabajar en cabarets, así como en las orquestas de Paulina Álvarez y Casino de La Playa. En 1949 viaja a México buscando oportunidades de trabajo y logra gran éxito con un nuevo estilo, al cual designa un nombre que ya había sido utilizado anteriormente por Antonio Arcaño, el de “Mambo”.
El estilo de Pérez Prado difería del anterior concepto de “Mambo”. El nuevo estilo poseía una mayor influencia de las orquestas de jazz estadounidenses, y una instrumentación ampliada compuesta por cuatro o cinco trompetas, cuatro o cinco saxofones, contrabajo, batería, maracas, cencerro, bongó y tumbadoras. El nuevo “Mambo” incluía un sabroso contrapunteo entre las trompetas y los saxofones, que impulsaba a mover el cuerpo al compás del ritmo, estimulado en la conclusión de las frases con una característica y sonora expresión gutural.
Debido a que su música estaba dedicada a un público que habitaba fuera de las fronteras de la nación cubana, Pérez Prado siempre utilizó en sus arreglos una gran cantidad de elementos de estilo internacionales, y especialmente estadounidenses. Esa característica se pone en evidencia en sus arreglos de las canciones Mambo Rock, Patricia y Tequila, donde utiliza el ritmo del swing estadounidense, de subdivisión ternaria, fusionado con elementos de Rumba o Son cubanos. El repertorio de Pérez Prado incluyó numerosas piezas internacionales, tales como: Cerezo Rosa, María Bonita, Té para dos (Tea for two), La Bikina, Cuando calienta el sol, Malagueña y En un pueblito español, entre muchas otras.
Beny Moré también vivió en México entre 1945 y 1952, y fue allí donde la gente comenzó a llamarle Beny en vez de Bartolo. Compuso y grabó algunos mambos en México, con orquestas mexicanas, especialmente con la que dirigía Rafael de Paz. El grabó Yiri yiri bon, La Culebra, Mata siguaraya, Solamente una vez y Bonito y sabroso, una canción donde elogia la habilidad en el baile y la gracia de las mujeres mexicanas, y declara que la Ciudad de México y La Habana son ciudades hermanas. También en México, Pérez Prado y Beny Moré grabaron algunos mambos que incluyeron "La mucura", "Rabo y oreja", y "Pachito E'ché". En aquella época, Beny grabó también con la orquesta de Jesús “Chucho” Rodríguez. El “Chucho” quedó tan impresionado con las habilidades musicales de Beny, que lo bautizó con el sobrenombre de “Bárbaro del Ritmo”.
Las grabaciones de Pérez Prado estaban dirigidas al público hispano del continente americano, pero algunos de sus más famosos mambos, tales como “Mambo No. 5” y “Que Rico el Mambo”, triunfaron inmediatamente en los Estados Unidos.

## Mambo en Nueva York
Durante los años cincuenta, varias publicaciones en Nueva York comenzaron a publicar artículos sobre el surgimiento de una “Revolución del Mambo” en la música y la danza. Las compañías de grabación comenzaron a utilizar el término “mambo”  en sus producciones y aparecieron numerosos anuncios sobre “lecciones de Mambo” en los periódicos locales. La ciudad de Nueva York había hecho del Mambo un fenómeno cultural popular y transnacional. Hacia mediados de los cincuenta, la manía del Mambo se había convertido en una verdadera fiebre. En Nueva York el mambo era interpretado de manera tal que creaba una gran exaltación en el público que asistía a locales como el famoso salón de baile Palladium Ballroom. Este pronto se autoproclamó como “El templo del Mambo”, ya que bailarines tales como los ases del Mambo Killer Joe Piro, Augie y Margo Rodríguez, Paulito y Lilon, Louie Máquina y Pedro Aguilar (Cuban Pete), daban allí demostraciones del baile, y ganaron una gran reputación por el expresivo uso de sus piernas, brazos, manos y cabezas. Augie y Margo todavía bailaban cincuenta años después en Las Vegas.
Algunos de los más grandes bailarines y las mejores bandas de mambo durante los años cincuenta incluyeron a: Augie & Margo, Michael Terrace & Elita, Carmen Cruz & Gene Ortiz, Larry Selon & Vera Rodríguez, Mambo Aces (Aníbal Vasquez y Samson Batalla), Killer Joe Piro, Paulito y Lilon, Louie Máquina, Pedro Aguilar ("Cuban Pete"), Machito, Tito Rodríguez, José Curbelo y Noro Morales.

## Músicos importantes
- Israel Cachao López
- Orestes López
- Dámaso Pérez Prado y su Orquesta
- Tito Rodríguez
- Machito
- Tito Puente
- Beny Moré
- Xavier Cugat y su Orquesta
- Rafael de Paz y su Orquesta
- Pablo Beltrán Ruiz y su Orquesta
- Yma Sumac
- Lou Bega
- Edmundo Ros
- Kiko Mendive
- Micheal Sesini
- Richie Ray y Bobby Cruz

## Historiadores del Mambo
- Carlos J. Sierra: se caracteriza por tener un ritmo sincopado, mezcla de música latino americano y jazz.